# Réserve nationale Villarrica
Ne doit pas être confondu avec Parc national Villarrica.
La réserve nationale Villarrica est une réserve naturelle située dans la région d'Araucanie, au Chili. Divisée en onze sections, elle est également connue sous le nom d'Hualalafquén, qui est également le nom de la principale section de la réserve.
Les frontières de la réserve ont été modifiées depuis sa création. Sa superficie a été réduite pour permettre la création du parc national Huerquehue et du parc national Villarrica. 
La réserve est accessible par la Route 199.